# Oleszyce
Oleszyce è un comune urbano-rurale polacco del distretto di Lubaczów, nel voivodato della Precarpazia.
Ricopre una superficie di 151,82 km² e nel 2004 contava 6 615 abitanti.